# Alwin Robert Rudert
Alwin Robert Rudert (* 26. März 1850 in Leubnitz; † 12. Januar 1931 in Dresden) war ein deutscher Jurist und höherer sächsischer Staatsbeamter. Er war Geheimer Finanzrat und Vizepräsident der Königlich Sächsischen Generalzolldirektion.

## Leben und Wirken
Er besuchte von 1862 bis 1869 das Gymnasium in Zwickau und studierte dann an der Universität Leipzig Rechtswissenschaft. Von 1870 bis 1871 leistete er seinen Militärdienst und nahm am Deutsch-Französischen Krieg teil. Danach setzte er sein Universitätsstudium fort und bestand 1874 die Prüfung für die juristische Praxis und promovierte zum Dr. jur.
1874 erfolgte seine Anstellung als Referendar mit Staatsdienereigenschaft beim Bezirksgericht Chemnitz. 1877 wechselte er als juristischer Sekretär beim Kreissteuerrat in Zwickau in den Dienst der Finanzverwaltung.
1878 wurde Rudert Kreissteuerrat in Dresden und 1879 als Finanzsekretär in das Königlich Sächsische Finanzministerium versetzt, nachdem er 1878 noch die zweite juristische Staatsprüfung bestanden hatte. 
1880 wurde er zum Finanzassessor und Hilfsarbeiter im Finanzministerium und 1884 zum Oberzollinspektor ernannt. Als solcher war er ab 1884 Vorstand des an der Chaussee in das böhmische Karlsbad gelegene Hauptzollamts Eibenstock und ab 1888 Vorstand des Hauptzollamts Leipzig. 
1891 erfolgte die Beförderung zum Finanzrat und Mitglied der Königlich Sächsischen Zoll- und Steuerdirektion. 1895 wurde ihm die Stelle des ersten Rates bei dieser Behörde mit dem Titel und Rang eines Oberfinanzrates übertragen. 1897 wurde er zum Geheimen Finanzrat und Vize-Zoll- und Steuerdirektor ernannt und 1909 zum Vizepräsidenten der Generalzolldirektion befördert. Von 1898 bis 1926 war er außerdem Mitglied des Kirchenvorstandes der Jakobikirche in Dresden und mehrere Jahre stellvertretender Vorsitzender.
Am 30. September 1919 trat er in den Ruhestand. Er starb 1931 in Dresden und wurde auf dem Striesener Friedhof beigesetzt.